# 岡造道
岡造道（おかつくりみち）は青森県青森市にある地区。市街地東部に位置する。岡造道一丁目、岡造道二丁目、岡造道三丁目で構成される。郵便番号030-0914。

## 地理
北西の端はかつて浪打駅のあった場所である。北は国道4号青森東バイパスをはさんで造道、北東は青森東バイパスと赤川をはさんで東造道、東は赤川をはさんではまなす、南は小柳、北西は佃、西は根子堰をはさんで浪打、に接する。ほぼ全体が閑静な住宅地である。国道4号岡造道交差点付近から造道中学校のやや南まで、小規模な商店街があったが、現在商店は少なくなった。

## 歴史
岡造道とは、藩政時代の造道村のうち、海手の「造道」に対して、山手の地域を呼んだ地名であった。明治初期は、造道の集落の南に1丁（約100m）を隔ててある3軒の集落であった。戦前までは農村であったが、北側から徐々に都市化が進んだ。

### 沿革
- 1960年9月5日 - 青森市立浪打中学校講堂で開校した青森市立造道中学校の校舎が竣工し、地内に移転した。
- 1968年 - 現在岡造道となっている地域の北端を通っていた国鉄 東北本線が南方に移転した。
- 1974年 - 国道4号青森東バイパスが開通する頃になると、ほとんどが宅地となった。
- 1994年2月28日 - 造道・八重田地区の住居表示実施により、かつての大字造道字沢田のうち、青森東バイパスより南の部分に大字小柳字袰懸（ほろがけ）の一部を加えた地域が岡造道とされた。[4]

### 町名の変遷
| 実施後           | 実施年月日    | 実施前                             |
| ---------------- | ------------- | ---------------------------------- |
| 岡造道一丁目     | 1994年2月28日 | 造道字沢田および小柳字袰懸の各一部 |
| 岡造道二・三丁目 | 1994年2月28日 | 造道字沢田の一部                   |

## 交通

### 道路
- 国道4号青森東バイパス - 北の境界線を通る。
- 青森市都市計画道路3･5･2造道小柳線 - 岡造道大通り。「小柳通り」とも呼ばれる。

### バス
- 青森市営バス　F 小柳線 （岡造道経由）　停留所は「岡造道大通り」（小柳方面行のみ停車）・「岡造道」。

※ なお、これらとは別に「岡造道一丁目」というバス停はあるが、周辺地域の合浦二丁目・造道三丁目・浪打二丁目にそれぞれ位置している。

## 世帯数と人口
2024年（令和6年）7月1日現在の世帯数と人口は以下の通りである。
| 町丁         | 世帯数    | 人口    |
| ------------ | --------- | ------- |
| 岡造道一丁目 | 492世帯   | 979人   |
| 岡造道二丁目 | 418世帯   | 861人   |
| 岡造道三丁目 | 399世帯   | 789人   |
| 合計         | 1,309世帯 | 2,629人 |

## 小・中学校の学区
市立小・中学校に通う場合、学区は以下の通りとなる。
| 町名         | 番地 | 小学校             | 中学校             |
| ------------ | ---- | ------------------ | ------------------ |
| 岡造道一丁目 | 一部 | 青森市立造道小学校 | －                 |
| 岡造道一丁目 | 一部 | 青森市立小柳小学校 | －                 |
| 岡造道一丁目 | 全部 | －                 | 青森市立造道中学校 |
| 岡造道二丁目 | 一部 | 青森市立造道小学校 | －                 |
| 岡造道二丁目 | 一部 | 青森市立小柳小学校 | －                 |
| 岡造道二丁目 | 全部 | -                  | 青森市立造道中学校 |
| 岡造道三丁目 | 一部 | 青森市立造道小学校 | －                 |
| 岡造道三丁目 | 一部 | 青森市立小柳小学校 | －                 |
| 岡造道三丁目 | 全部 | －                 | 青森市立造道中学校 |

## 施設
- 青森市立造道中学校
- あさひ保育園
- 岡造道町民会館